# U-390
U-390 — средняя немецкая подводная лодка типа VIIC времён Второй мировой войны.

## История
Заказ на постройку субмарины был отдан 21 ноября 1940 года. Лодка была заложена 6 декабря 1941 года на верфи Ховальдсверке, Киль, под строительным номером 21, спущена на воду 23 января 1943 года, вошла в строй 13 марта 1943 года под командованием лейтенанта Хайнца Гесслера.

### Флотилии
- 13 марта 1943 года — 30 ноября 1943 года — 5-я флотилия (учебная)
- 1 декабря 1943 года — 5 июля 1944 года — 7-я флотилия

### История службы
Лодка совершила 4 боевых похода, потопила один вспомогательный военный корабль водоизмещением 545 брт, повредила одно судно водоизмещением 7934 брт.
Потоплена 5 июля 1944 года в Ла-Манше, в районе с координатами 49°52′ с. ш. 00°48′ з. д. глубинными бомбами с британского эсминца HMS Wanderer и британского фрегата HMS Tavy. 48 человек погибли, 1 выживший.
Эта лодка была оснащена шноркелем не позднее апреля 1944 года.